# Ergometria
Ergometria é a ciência que mede a quantidade de trabalho realizado pelo corpo durante um exercício físico.
Também é a ciência responsável por cuidar da postura durante o trabalho. Pessoas que sentam errado, é um exemplo. 
Os estudos ergométricos envolvem medições dos mais diversos tipos de esforço físico tais como os esforços musculares de trabalhos efetuados em Esteira ergométrica ou bicicleta ergométrica (Cicloergômetro).
É bastante confundida com Ergonomia, mas esta é uma disciplina mais ampla, sendo que a Ergometria é uma de suas ferramentas. Confunde-se também o termo com a palavra "ergonometria" que 'é a ciência que combina as características físicas do corpo humano, a fisiologia e fatores psicológicos, a fim de incrementar a relação existente entre o meio ambiente e seus usuários' (Gurgel, 2002).
Trata-se de uma disciplina indispensável para profissionais como cardiopneumologistas, preparadores físicos, fisioterapeutas, atletas, médicos, Ergometristas e outros pesquisadores do trabalho.